# Huygenshuis
Het Huygenshuis was de woning van Constantijn Huygens aan het Plein in Den Haag. Het gebouw heeft bestaan van 1637 tot 1876 waarna het is vervangen door het Departement van Justitie.
Het huis was in dezelfde tijd, stijl en in onderling overleg gebouwd als het destijds naastgelegen Mauritshuis. Het was een gebouw in classicistische stijl, ontworpen door Huygens zelf, met hulp van Jacob van Campen en de hofarchitect Pieter Post. Huygens schreef er de verhandeling Domus (‘Het huis’, 1639) over zodat het als voorbeeld kon dienen voor andere architecten. De beelden die oorspronkelijk boven de gevel stonden vertegenwoordigden Firmitas (stevigheid), Utilitas (functionaliteit) en Venustas (schoonheid), architectonische basiswaarden volgens de Romeinse architect Vitruvius. Ze werden vervaardigd door meesterbeeldhouwer Pieter Adriaensz. 't Hooft.
De woning huisvestte vanaf 1829 het Ministerie van Koloniën. Na het gereedkomen van een nieuw gebouw voor dit ministerie op het terrein van het koetshuis en tuin in 1860, werd in 1866 het Huygenshuis afgebroken om plaats te maken voor het Departement van Justitie.

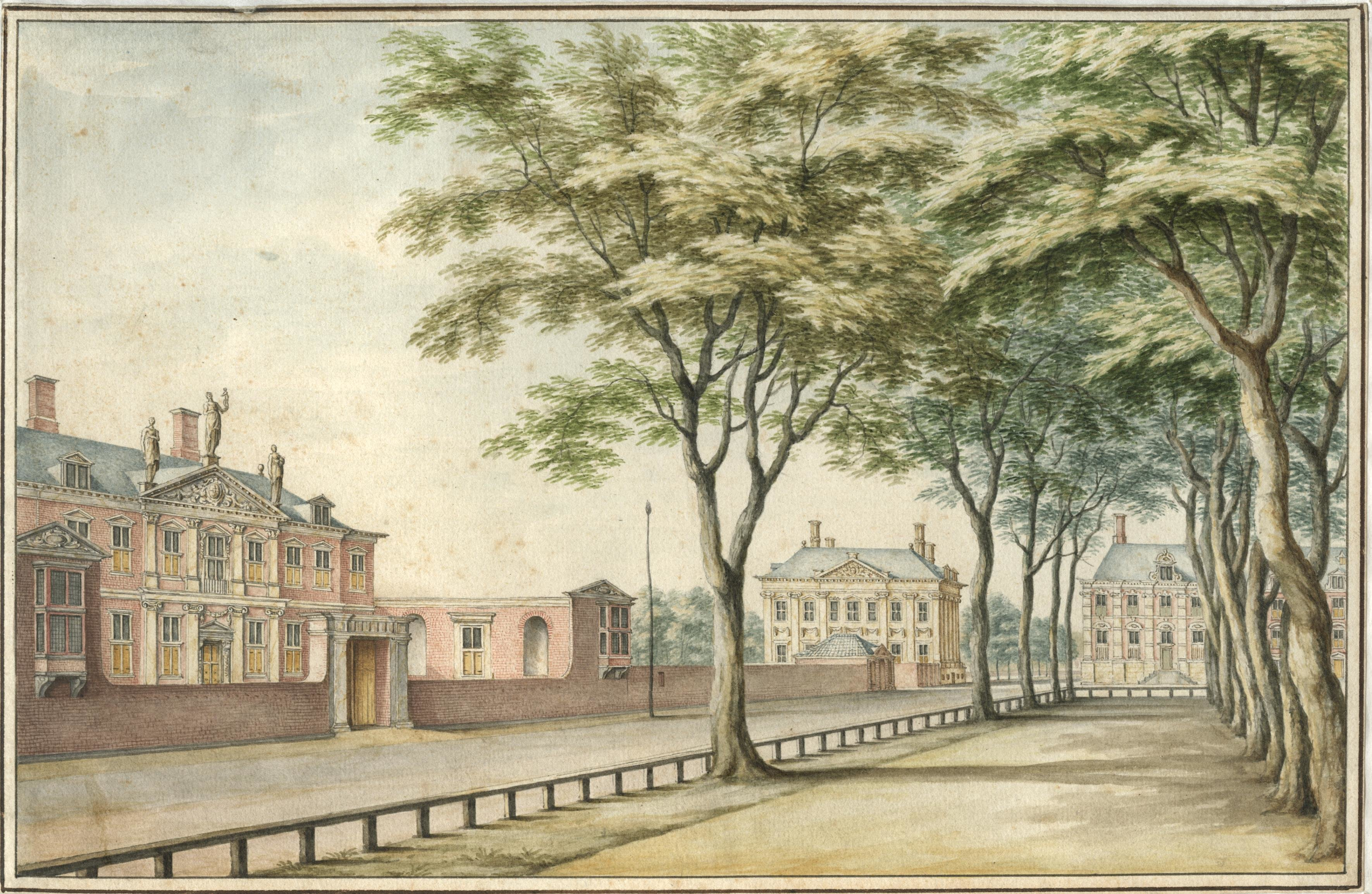
1690: Plein met links het Huygenshuis, rechts van het midden het Mauritshuis en uiterst rechts het huis van graaf Lodewijk Adriaan van Nassau-Odijk
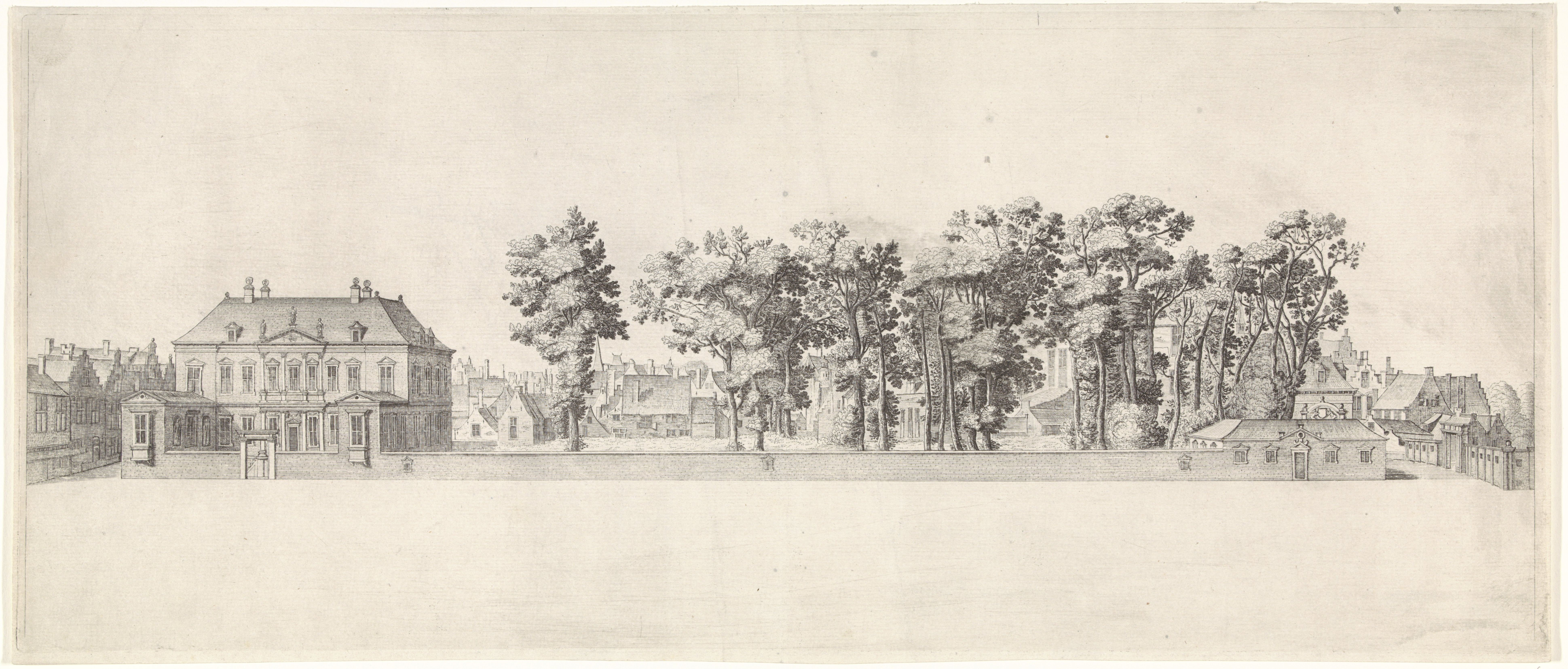
Uitzicht vanaf Plein met links het Huygenshuis
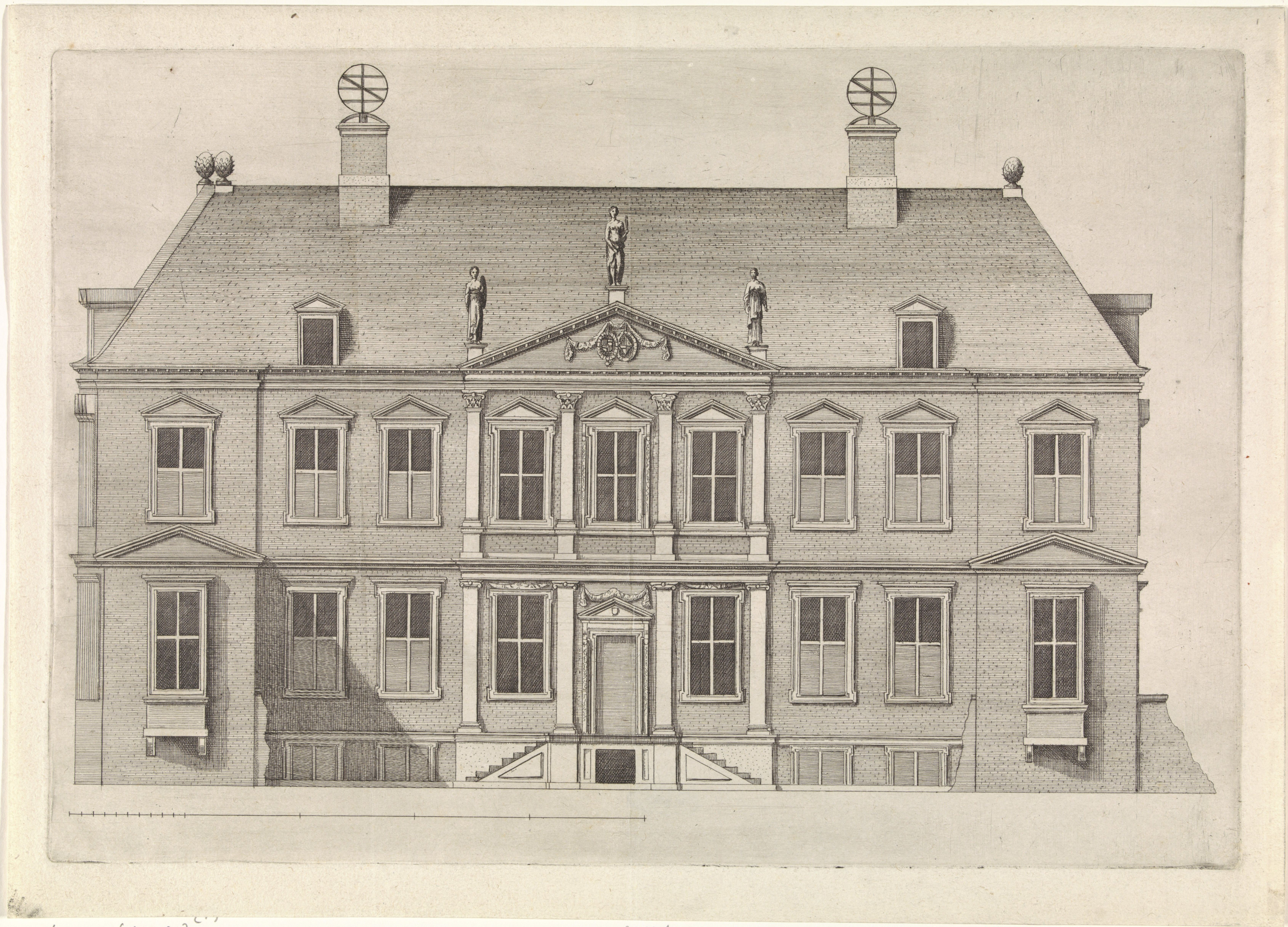
De voorgevel van het Huygenshuis
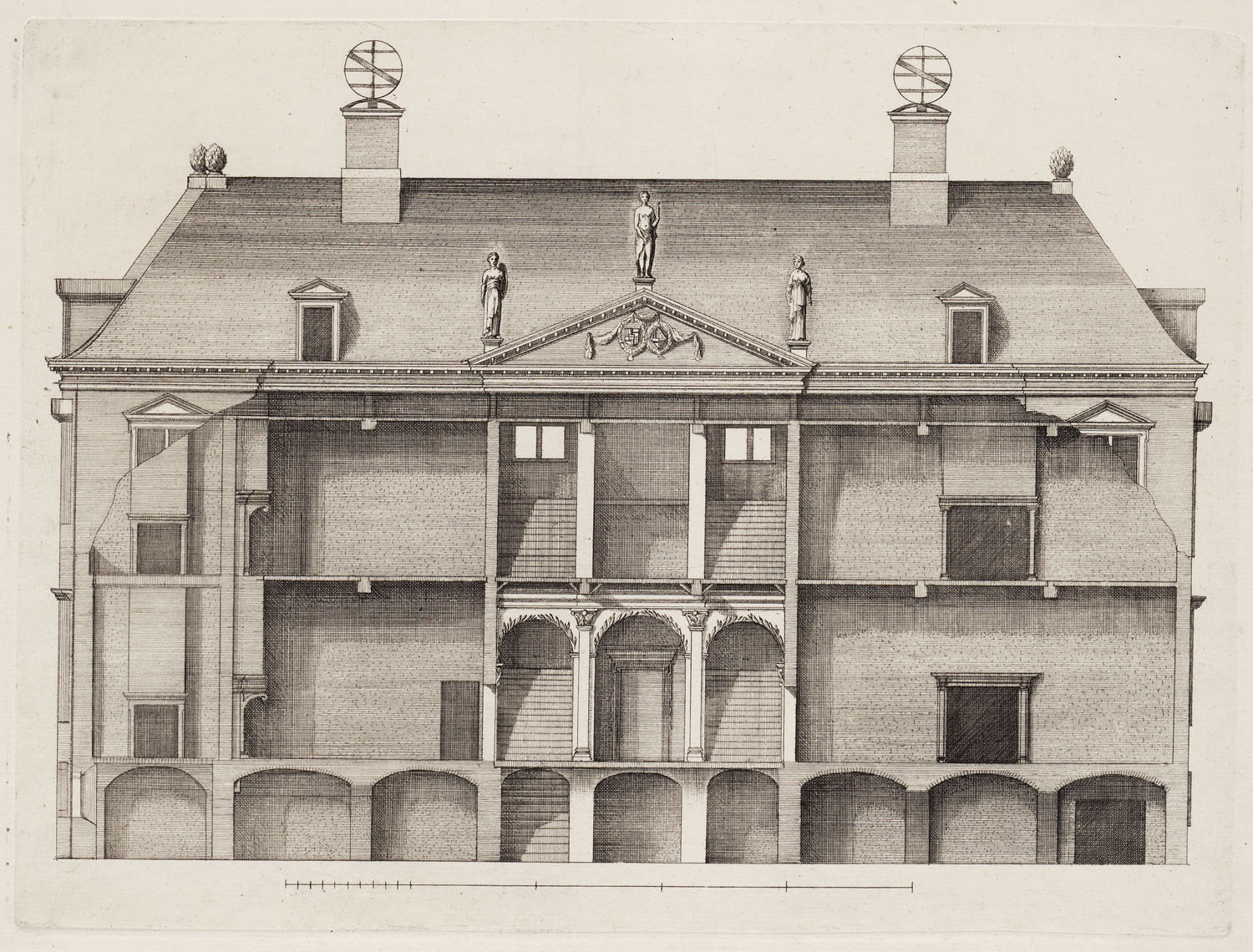
Doorsnede van het Huygenshuis
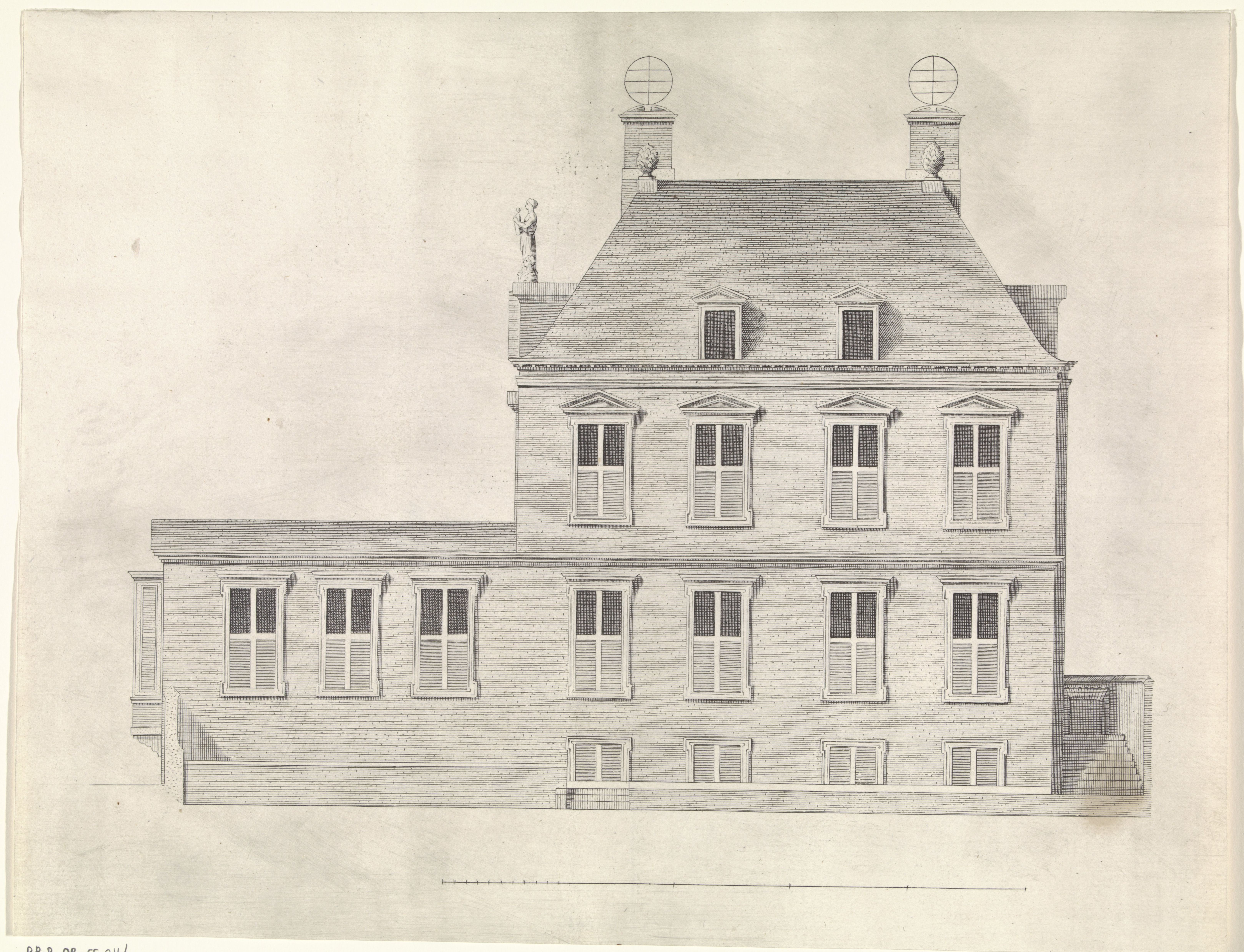
De zijgevel van het Huygenshuis
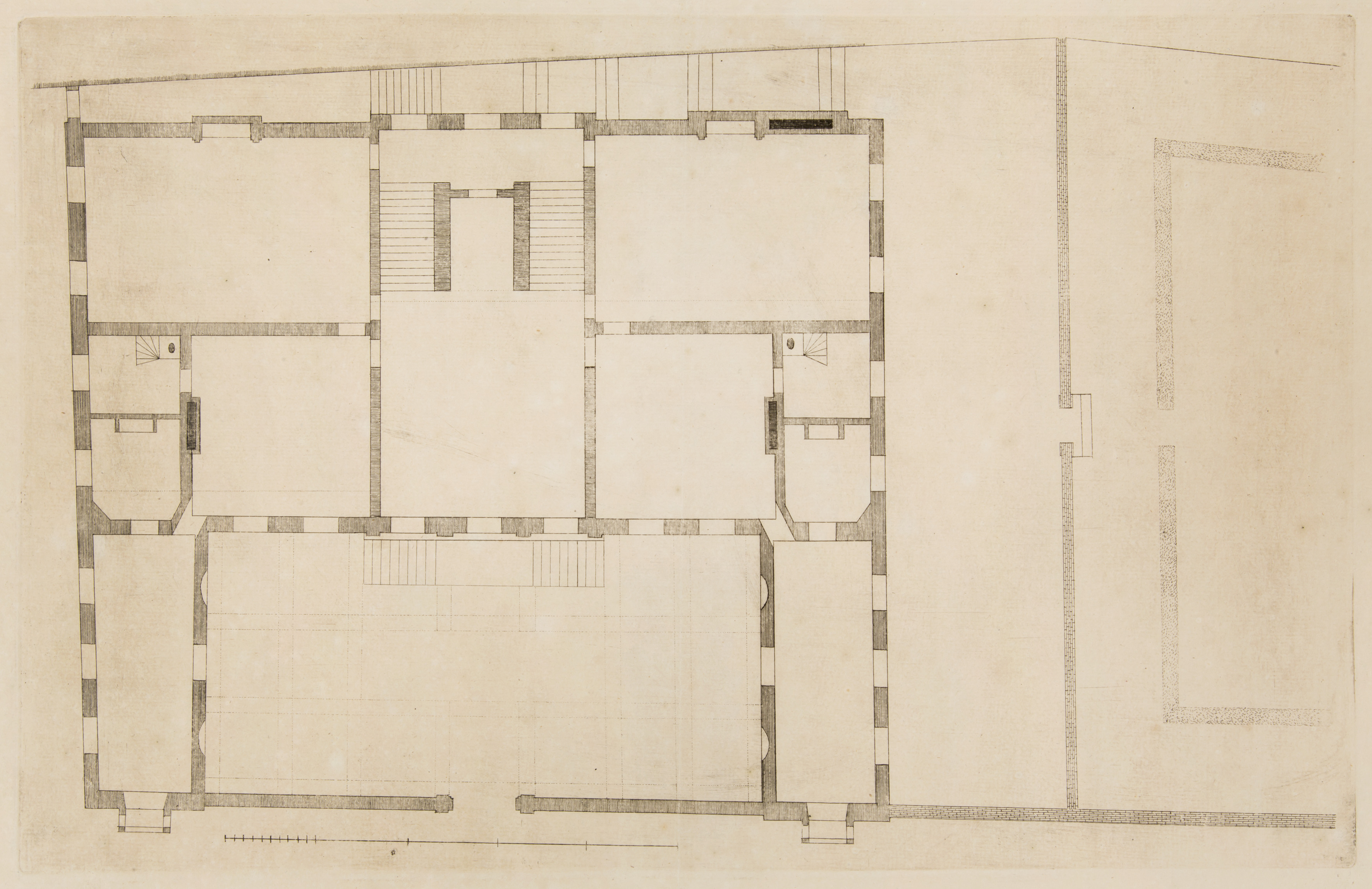
Plattegrond van het Huygenshuis

## Behouden fragmenten
De architect van het Departement van Justitie Cornelis Peters heeft zich bij het afbreken van het Huygenshuis ontfermd over interieuronderdelen, waaronder een tegeltableau dat is overgebracht naar zijn huis op de Surinamestraat 42 in Den Haag. Plafonddelen zijn verwerkt in kamers in de zuidvleugel van het Departement van Justitie (kamers nr XIV, XV en XVI), tegenwoordig onderdeel van de Tweede Kamer.
Bogen van het trappenhuis zijn opgenomen boven de ramen in het Fragmentengebouw van het Rijksmuseum in Amsterdam. De beelden op de voorgevel zijn verloren gegaan, maar twee zandstenen beelden uit de hal bevinden zich in het Rijksmuseum. Zij stonden opgesteld in twee nissen in de zuidgevel van het Fragmentengebouw. Het beeld overvloed is daar in 1909 verwijderd bij de bouw van de Druckeruitbouw. Het beeld huishouden is tussen 1978 en 1982 verwijderd. Een familieschilderij en een bloemencartouche uit de woning zijn in het Mauritshuis te vinden.

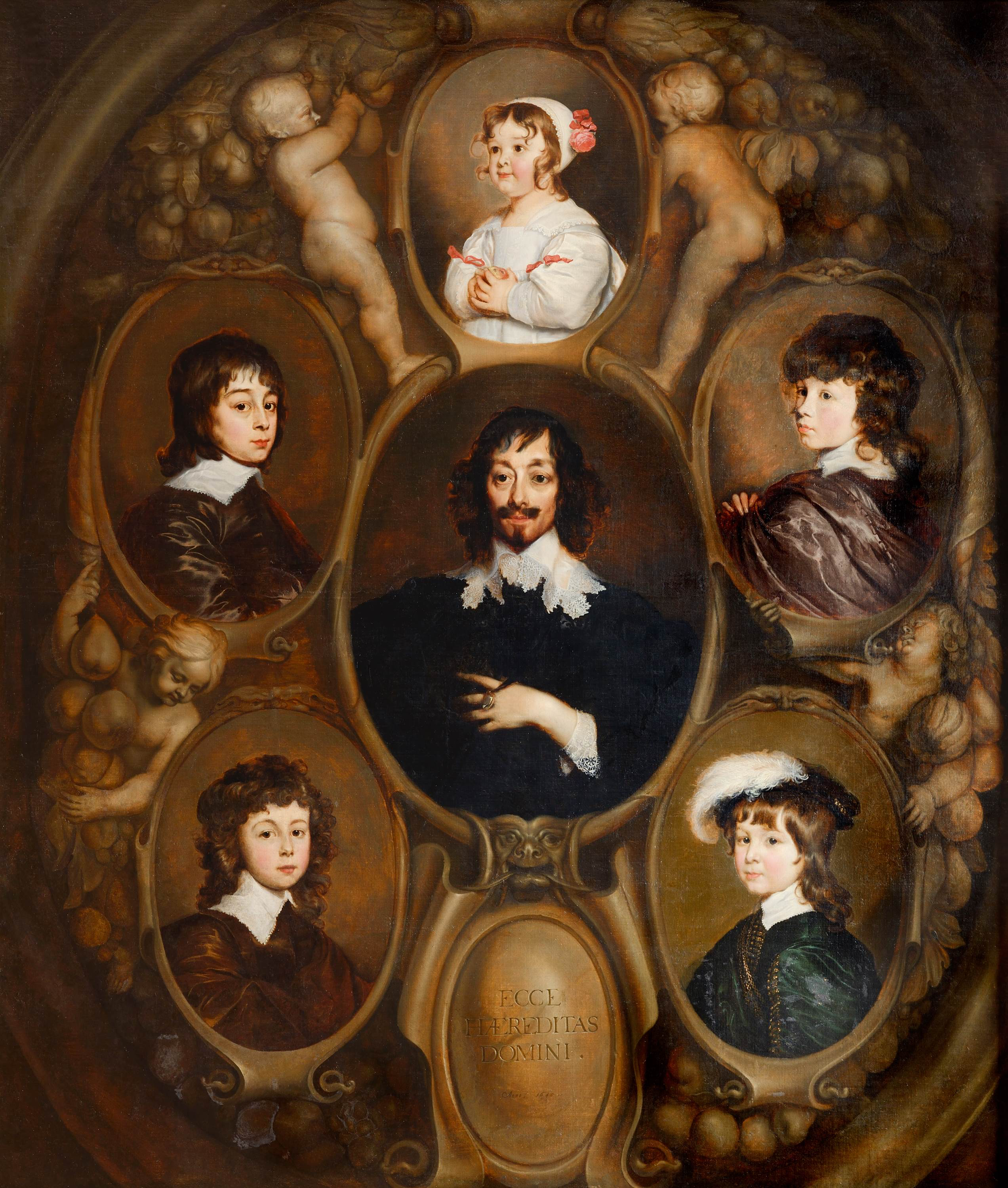
Adriaen Hanneman, Constantijn Huygens en zijn vijf kinderen (1640), olieverf op paneel, collectie Mauritshuis
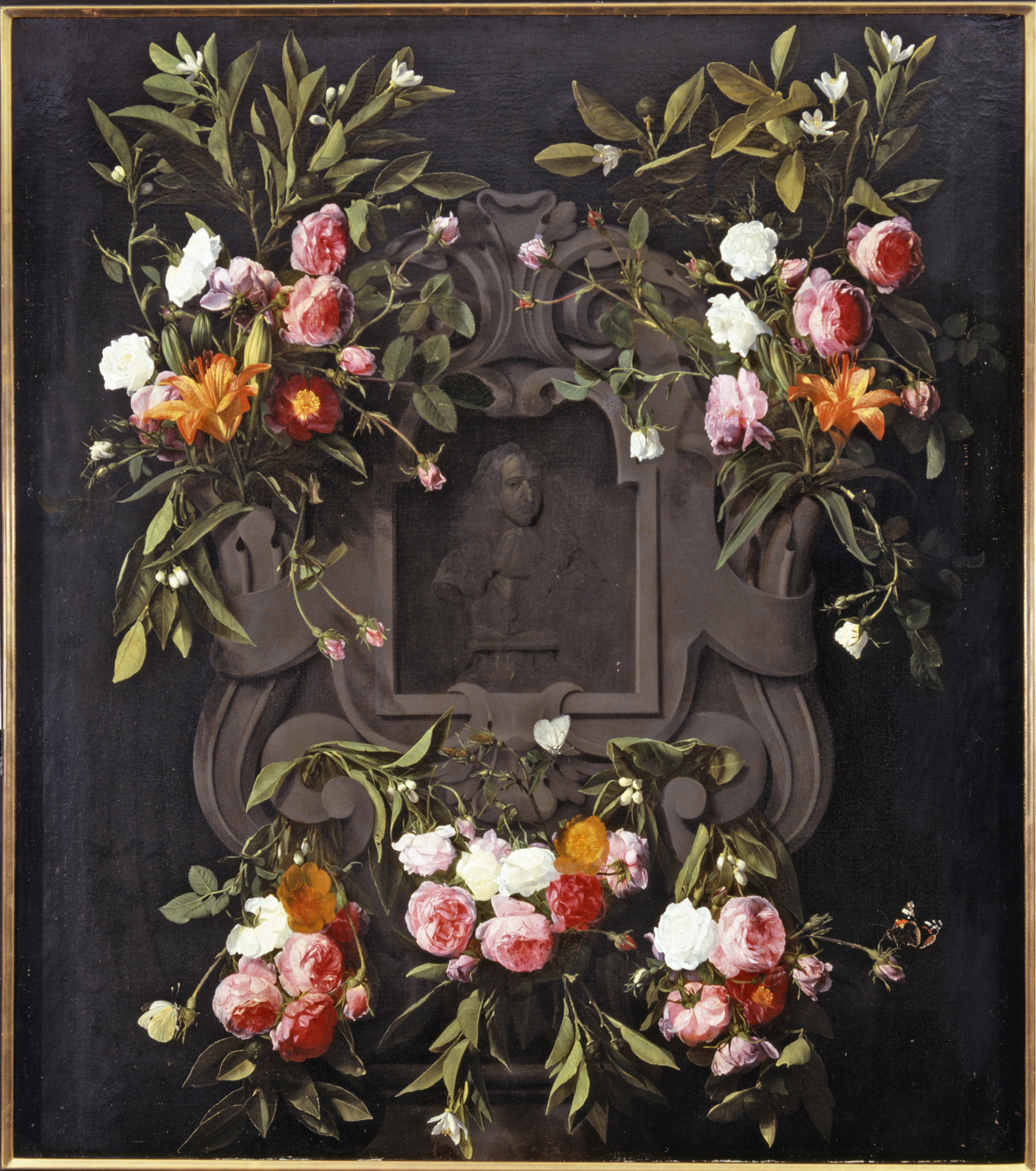
Daniël Seghers, Bloemencartouche rond een buste van koning-stadhouder Willem III (ca. 1660), olieverf op doek, tot halverwege de 19e eeuw in het Huygenshuis gehangen, collectie Mauritshuis
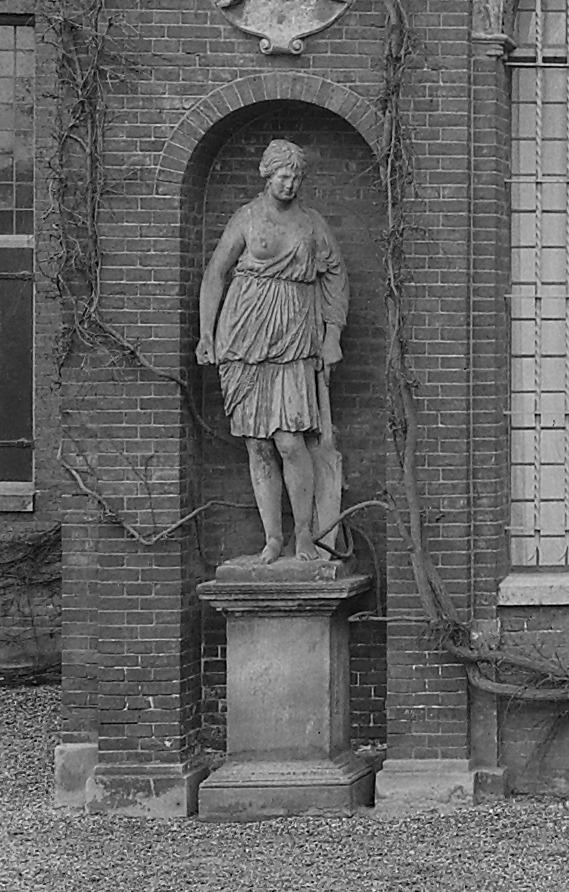
Pieter Adriaensz. 't Hooft, Huishouden, sculptuur voor het Fragmentengebouw van het Rijksmuseum
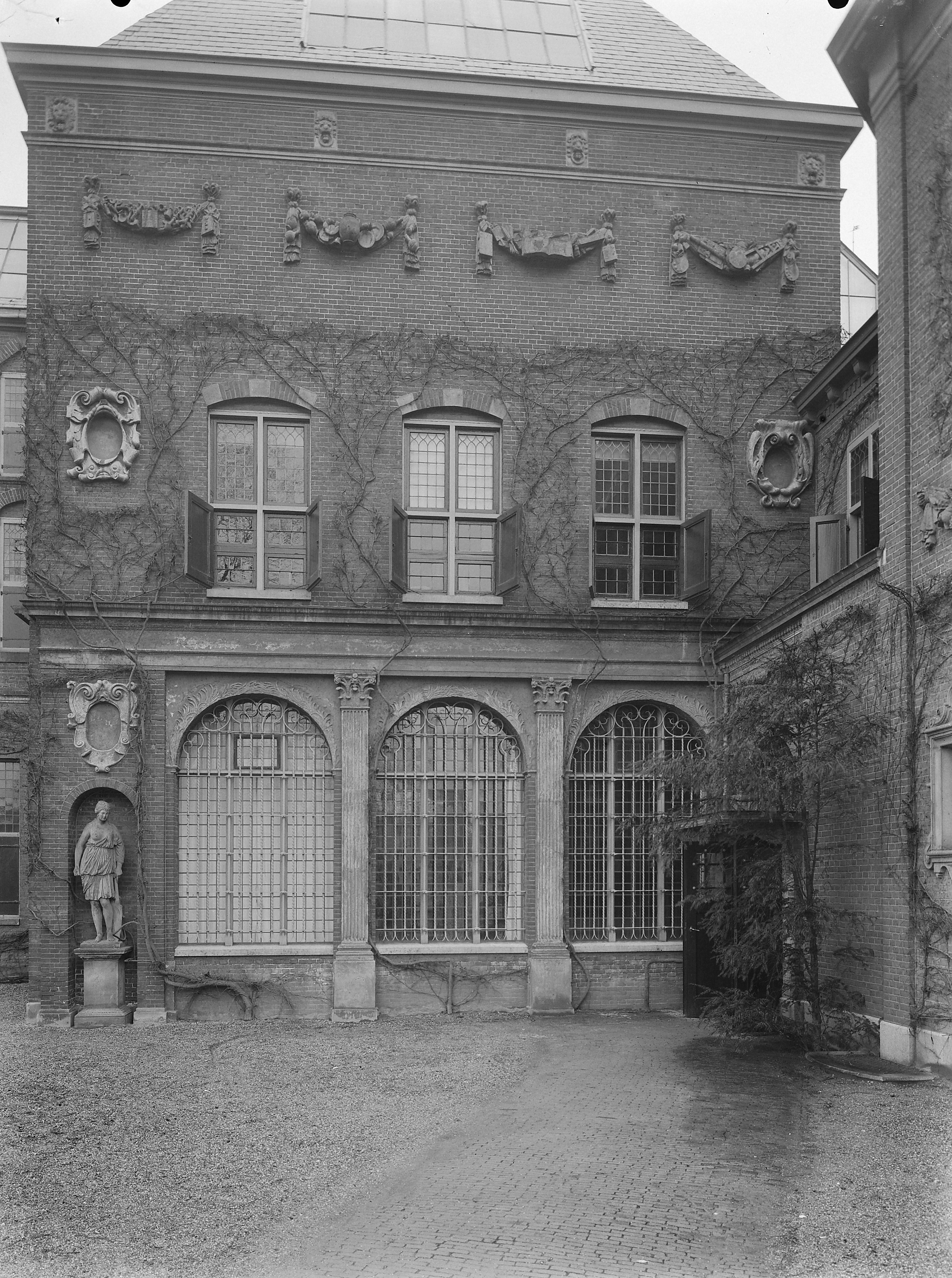
Gevel van het Rijksmuseum met fragmenten van het Huygenshuis